# Боложівська сільська рада
Боложі́вська сільська́ ра́да — адміністративно-територіальна одиниця та орган місцевого самоврядування в Шумському районі Тернопільської області. Адміністративний центр — село Боложівка.

## Загальні відомості
- Територія ради: 16,304 км²
- Населення ради: 895 осіб (станом на 2001 рік)
- Територією ради протікає річка Кума

## Населені пункти
Сільській раді були підпорядковані населені пункти:
- с. Боложівка

## Склад ради
Рада складалася з 14 депутатів та голови.
- Голова ради: Федорук Володимир Петрович
- Секретар ради: Корнійчук Галина Андріївна

### Керівний склад попередніх скликань
| Прізвище, ім'я, по батькові | Основні відомості                                                               | Дата обрання | Дата звільнення |
| --------------------------- | ------------------------------------------------------------------------------- | ------------ | --------------- |
| Федорук Володимир Петрович  | Сільський голова, 1959 року народження, освіта середня спеціальна, безпартійний | 26.03.2006   | 31.10.2010      |
| Федорук Володимир Петрович  | Сільський голова, 1959 року народження, освіта середня спеціальна, безпартійний | 31.10.2010   |                 |

Примітка: таблиця складена за даними сайту Верховної Ради України

### Депутати
За результатами місцевих виборів 2010 року депутатами ради стали:

#### За суб'єктами висування
| Суб'єкт висування          | Кількість обраних депутатів | %  |
| -------------------------- | --------------------------- | -- |
| Громадянська партія «Пора» | 7                           | 50 |
| Самовисування              | 7                           | 50 |

#### За округами
| № округу                   | Прізвище, ім'я, по батькові    | Дата визнання обраним | Освіта             | Партійна приналежність | Відомості про обраного депутата                                          |
| -------------------------- | ------------------------------ | --------------------- | ------------------ | ---------------------- | ------------------------------------------------------------------------ |
| Громадянська партія «ПОРА» |                                |                       |                    |                        |                                                                          |
| 2                          | Вальчук Віктор Петрович        | 06.11.2010            | середня спеціальна | позапартійний          | тимчасово не працює                                                      |
| 3                          | Чайковський Іван Михайлович    | 06.11.2010            | середня            | позапартійний          | тимчасово не працює                                                      |
| 6                          | Ніколюк Петро Іванович         | 06.11.2010            | середня спеціальна | позапартійний          | тимчасово не працює                                                      |
| 7                          | Климчук Володимир Миколайович  | 06.11.2010            | середня спеціальна | позапартійний          | Великоборовицька загальноосвітня школа І-ІІІ ст., вчитель                |
| 9                          | Герасимчук Микола Миколайович  | 06.11.2010            | середня            | позапартійний          | Державна служба охорони при УМВС України, начальник                      |
| 10                         | Мельничук Дмитро Володимирович | 06.11.2010            | середня            | позапартійний          | тимчасово не працює                                                      |
| 12                         | Петрашко Василь Ярославович    | 06.11.2010            | вища               | позапартійний          | Управління статистики в Шумському районі, головний економіст             |
| Самовисування              |                                |                       |                    |                        |                                                                          |
| 1                          | Чечуйко Микола Андрійович      | 06.11.2010            | середня            | позапартійний          | тимчасово не працює                                                      |
| 4                          | Мельник Сергій Васильович      | 06.11.2010            | вища               | позапартійний          | приватний підприємець                                                    |
| 5                          | Тимощук Оксана Олександрівна   | 06.11.2010            | середня            | позапартійна           | Центр соціального обслуговування од иноких громадян, соціальний робітник |
| 8                          | Бельська Тетяна Іванівна       | 06.11.2010            | середня спеціальна | позапартійна           | Магазин «Діамант», продавець                                             |
| 11                         | Шлейник Ірина Олексіївна       | 06.11.2010            | середня            | позапартійна           | Центр соціального обслуговування одиноких громадян, соціальний робітник  |
| 13                         | Яцюк Галина Андріївна          | 06.11.2010            | вища               | позапартійна           | Боложівська сільська рада, головний бухгалтер                            |
| 14                         | Корнійчук Галина Іларіонівна   | 06.11.2010            | вища               | позапартійна           | Боложівська сільська рада, секретар                                      |